# Краткоуха лисица
Краткоуха лисица (лат. Atelocynus microtis) је врста сисара из породице паса (Canidae). 

## Распрострањење
Ареал врсте покрива средњи број држава. Врста је присутна у Бразилу, Еквадору, Колумбији, Перуу и Боливији.

## Станиште
Станишта врсте су шуме, бамбусове шуме, мочварна подручја, саване и речни екосистеми. Врста је присутна на подручју реке Амазон у Јужној Америци. 

## Угроженост
Ова врста је на нижем степену опасности од изумирања, и сматра се скоро угроженим таксоном.